# 8-й округ департамента Па-де-Кале
8-й избирательный округ департамента Па-де-Кале включает тридцать одну коммуну округа Сент-Омер и двадцать семь коммун округа Бетюн. Общая численность избирателей, включенных в списки для голосования в 2017 г. - 93 016 чел.
До 2012 года 8-й округ включал пять кантонов округа Сент-Омер: Арк, Фокамберг, Сент-Омер-Нор, Сент-Омер-Сюд и Эр-сюр-ла-Лис.
Действующим депутатом Национального собрания по 8-му округу является Бенуа Потри (Benoît Potterie), (Вперёд, Республика!).
|  | Начало срока      | Конец срока       | Депутат        | Партия                             |
|  | ----------------- | ----------------- | -------------- | ---------------------------------- |
|  | 21 июня 2017 г.   | н/вр              | Бенуа Потри    | Вперёд, Республика!                |
|  | 18 июня 2012 г.   | 20 июня 2017 г.   | Мишель Лефэ    | Социалистическая партия            |
|  | 20 июня 2007 г.   | 17 июня 2012 г.   | Мишель Лефэ    | Социалистическая партия            |
|  | 19 июня 2002 г.   | 19 июня 2007 г.   | Мишель Лефэ    | Социалистическая партия            |
|  | 12 июня 1997 г.   | 18 июня 2002 г.   | Мишель Лефэ    | Социалистическая партия            |
|  | 02 апреля 1993 г. | 21 апреля 1997 г. | Жан-Жак Дельво | Объединение в поддержку Республики |
|  | 23 июня 1988 г.   | 01 апреля 1993 г. | Ролан Юг       | Социалистическая партия            |

## Результаты выборов
Выборы депутатов Национального собрания 2017 г.:
|                | Кандидат        | Партия                        | Первый тур | Первый тур     | Второй тур | Второй тур |
| Кол-во голосов | Кандидат        | Партия                        | % голосов  | Кол-во голосов | % голосов  |            |
| -------------- | --------------- | ----------------------------- | ---------- | -------------- | ---------- | ---------- |
|                | Бенуа Потри     | Вперёд, Республика!           | 12 594     | 26,98          | 21 431     | 56,78      |
|                | Карин Аверлан   | Национальный фронт            | 10 055     | 21,54          | 16 310     | 43,22      |
|                | Бертран Пети    | Социалистическая партия       | 10 022     | 21,47          |            |            |
|                | Казимир Летелье | Непокорённая Франция          | 5 334      | 11,43          |            |            |
|                | Мюриэль Воль    | Союз демократов и независимых | 3 657      | 7,83           |            |            |
|                | Рене Ок         | Коммунистическая партия       | 2 393      | 5,13           |            |            |
|                | Флориан Кез     | Европа Экология Зелёные       | 856        | 1,83           |            |            |
|                | Жасон Ламьо     | Разные правые                 | 586        | 1,26           |            |            |
|                | Лор Бурель      | Крайне левые                  | 498        | 1,07           |            |            |
| Прочие         | Прочие          | Прочие                        |            | менее 1 %      |            |            |

Выборы депутатов Национального собрания 2012 г.:
|                | Кандидат           | Партия                   | Первый тур | Первый тур     | Второй тур | Второй тур |
| Кол-во голосов | Кандидат           | Партия                   | % голосов  | Кол-во голосов | % голосов  |            |
| -------------- | ------------------ | ------------------------ | ---------- | -------------- | ---------- | ---------- |
|                | Мишель Лефэ        | Социалистическая партия  | 26 144     | 48,55          | 32 414     | 65,64      |
|                | Франсуа Декостер   | Новый центр              | 11 857     | 22,02          | 16 964     | 34,36      |
|                | Эвелин Жеронне     | Национальный фронт       | 8 461      | 15,71          |            |            |
|                | Рене Ок            | Левый фронт              | 4 596      | 8,53           |            |            |
|                | Дани Массе-Маллева | Демократическое движение | 1 068      | 1,98           |            |            |
|                | Катрин Глинатсис   | Европа Экология Зелёные  | 1 017      | 1,89           |            |            |
|                | Лор Бурель         | Крайне левые             | 543        | 1,01           |            |            |
| Прочие         | Прочие             | Прочие                   |            | менее 1 %      |            |            |

Выборы депутатов Национального собрания 2007 г.:
|                | Кандидат            | Партия                            | Первый тур | Первый тур |
| Кол-во голосов | Кандидат            | Партия                            | % голосов  |            |
| -------------- | ------------------- | --------------------------------- | ---------- | ---------- |
|                | Мишель Лефэ         | Социалистическая партия           | 22 994     | 51,97      |
|                | Мари-Паскаль Батай  | Союз за народное движение         | 14 935     | 33,75      |
|                | Мари Дюрье          | Национальный фронт                | 2 023      | 4,57       |
|                | Сабин Лёр           | Охота, рыбалка, природа, традиции | 1 310      | 2,96       |
|                | Брижитт Персон      | Партия зеленых                    | 898        | 2,03       |
|                | Хабиба Лабаири      | Крайне левые                      | 645        | 1,46       |
|                | Флор Латаст         | Крайне левые                      | 623        | 1,41       |
|                | Рене Ванденкоорнюис | Коммунистическая партия           | 455        | 1,03       |
| Прочие         | Прочие              | Прочие                            |            | менее 1 %  |